# French Cancan
French Cancan è un film del 1955 diretto da Jean Renoir.
Ricostruisce la nascita del Moulin Rouge e dello spettacolo di varietà francese, raccontando la vita di un impresario.

## Trama
Parigi, 1889. Zizi Danglard  è un imprenditore teatrale: produttore, regista, talent scout, manager. Dirige un teatro a Montmartre, le Paravent Chinois. La sua amante, Lola De Castro, cantante e danzatrice, si esibisce nello spettacolo chiamato la Belle Abbesse, e ne è la vedette.
Il film inizia con uno spettacolo e una scena dietro le quinte dove sta per debuttare l'ultima scoperta di Danglard:  un Pierrot che fischia come un usignolo.
Nel pubblico ci sono Alexandre, il principe ereditario di un piccolo paese dei Balcani, il barone Adrien Walter, finanziatore del locale, anch'egli amante della bella Lola, il capitano Valorgueil, pure innamorato di Lola.
Il gruppo si sposta al ballo de La Reine Blanche, un locale popolare dove si danno convegno i giovani del quartiere.
Qui Danglard incontra Nini, una piccola lavandaia, graziosa e agile, che balla spontaneamente con grande talento, accompagnata dal suo innamorato, il fornaio Paulo. 
Danglard intuisce che può diventare una futura artista, una attrazione sicura per il progetto che ha in mente di realizzare:  rilanciare una danza passata di moda, il cancan, e far costruire un nuovo teatro il Moulin Rouge.
Convince Nini a prendere lezioni da una maestra di danza che era stata ballerina di cancan nella sua giovinezza. Vengono selezionate anche altre ragazze da preparare e iniziano i lavori di costruzione del nuovo teatro.
Ma il tenero legame che si instaura fra Danglard e la piccola lavandaia suscita la gelosia di Lola, la quale ottiene che Danglard non abbia i finanziamenti necessari all'impresa. Tutto sembra ormai perduto e Danglard è senza un soldo.
Anche il principe Alessandro è innamorato di Nini. Le fa una corte romantica e serrata ma lei è sincera e gli dichiara che non può contraccambiare. La gelosia tormenta Alessandro e in un momento di disperazione tenta il suicidio sparandosi un colpo di pistola. Fortunatamente sopravvive e una volta ristabilito e guarito decide di lasciare Parigi. Prima di farlo, con nobile magnanimità si congeda da Nini e le consegna in suo ricordo una spilla preziosa e una donazione che consente a Danglard di riprendere il progetto interrotto.
Tutto è ormai pronto per lo spettacolo di inaugurazione del nuovo locale completato. Danglard prepara il numero di Esther Georges, una cantante di varietà, ultima sua scoperta. Nini li sorprende a baciarsi e, rosa dalla gelosia, minaccia di abbandonare il teatro. La sua decisione è accolta dall'unanime disapprovazione della compagnia di artisti e Danglard dichiara che l'unica cosa che gli sta a cuore è la riuscita del suo spettacolo, con o senza Nini.
La ragazza comprende, ricaccia indietro le lacrime e indossa il suo costume: è pronta ad esibirsi. Il pubblico attende impaziente. Il cancan ottiene un successo clamoroso.

## Produzione
È il primo film di Renoir dopo l'esilio americano: il regista era assente dalla Francia da 15 anni.

### Soggetto
Da un'idea di André Paul Antoine. Liberamente ispirato alla biografia di Charles Zidler, uno dei fondatori del Moulin Rouge.

### Riprese
Le riprese ebbero luogo dal 4 ottobre al 20 dicembre 1954. Il film fu interamente girato in interni, nello studio di Joinville.

### Cast
Lo stesso Renoir racconta:
«Mi piace French Cancan perché mi ha dato l'occasione di lavorare ancora con Jean Gabin. Per me fu un ritorno al passato: ritrovavo il mio compagno de Les Bas-fonds de La grande illusione e de L'angelo del male. Ringrazio il cinema per avermi dato questo incontro.[...] Accanto a Gabin così misurato, avevamo una donna forte María Félix, la grande star americana. Dall'alto della sua statura dominava la situazione. Dominava soprattutto Françoise Arnoul che interpretava il ruolo della rivale nel cuore di Gabin che accanto a lei aveva l'aria di una libellula».

### Camei
French Cancan è ricco di preziosi camei di cantanti di music-hall; alcuni di essi interpretano artisti altrettanto famosi durante la belle époque : 
- Édith Piaf interpreta il ruolo di Eugénie Buffet, celebre cantante di varietà molto amata da Jean Renoir. Canta un brano de la Sérénade du Pavé , la chanson de rue che ne La cagna, accompagna la sequenza dell'assassinio;
- Patachou, pseudonimo di Henriette Ragan, interpreta il ruolo di Yvette Guilbert, altra famosa cantante di varietà di fine secolo;
- André Claveau recita la parte di Paul Delmet, cantante e compositore;
- Cora Vaucaire, canta la canzone La Complainte de la butte, scritta dallo stesso Jean Renoir, e presta la sua voce al personaggio di Esther Georges, interpretata dall'attrice Anna Amendola;
- Philippe Clay, pseudonimo di Philippe Mathevet,  interpreta col nome di Casimir le Serpentin, il ruolo del famoso ballerino contorsionista Valentin le Désossé.

### Musica
Per il film, Jean Renoir stesso scrive le parole della canzone Complainte de la Butte, omaggio a Montmartre, luogo della memoria e dell'arte di fine secolo. La canzone, nel film è cantata da Cora Vaucaire e musicata da Georges Van Parys. Diventata poi molto popolare fu interpretata da molti altri cantanti famosi.

#### Complainte de la Butte(Lamento di Montmartre)
(Prima strofa)
(Seconda strofa)
(Ultima strofa)
Da You Tube, La complainte de la Butte, sequenza di French Cancan

### Prima
La prima si ebbe a Parigi il 29 aprile 1955.

## Sequenze celebri

### Sequenza della lite fra le due rivali
Così la racconta Jean Renoir:
«Françoise Arnoul involontariamente graffiò María Félix col suo braccialetto. La lotta degenerò in un'autentica battaglia. Maria Félix, furiosa, sferrò uno schiaffo a Françoise che per fortuna non la raggiunse: le avrebbe svitato la testa. Françoise si difendeva magnificamente con graffi e pedate. Maria Félix la sollevava per aria: tememmo che le spezzasse le reni. Le macchine erano pronte e ripresero la scena, che riuscii a interrompere prima che fosse necessario chiamare un'ambulanza».

## Tecnica cinematografica
«Il soggetto di French Cancan è assolutamente infantile e poco sorprendente come quello di un western. Sono sempre più attratto verso storie abbastanza deboli da lasciarmi libero di divertirmi a fare del cinematografo. Senza essere un esperto di greco so che significa descrivere dei movimenti. I movimenti che io amo non sono necessariamente prodotti da cavalli che galoppano o da automobili che corrono nelle strade. Il gesto di una ragazza che si aggiusta i capelli, il respiro di una bella donna che dorme nuda sul suo letto, o un gatto che si stira a me bastano. In French cancan ho cercato di riprendere alcuni movimenti di questo tipo:  Françoise Arnoul che sorregge il suo cesto della biancheria, i gesti dei negozianti delle strade di Parigi, gli esercizi delle ballerine durante le prove in teatro.»

## Accoglienza
Il film non fu accolto positivamente dai critici, ma il pubblico lo premiò con un grande successo al botteghino.

## Critica
François Truffaut:
«French Cancan è un omaggio al music-hall come La carrozza d'oro lo era alla commedia dell'arte [...] Ha segnato una data nella storia del colore nel cinema. Jean Renoir ha voluto fare un film pittorico e in questo senso si presenta come un anti Moulin Rouge (1953) nel quale John Huston aveva proceduto a mescolare i colori attraverso l'impiego di filtri di gelatina; qui nient'altro che colori puri. In French Cancan ogni inquadratura è una stampa popolare, una "image d'Epinal" in movimento. Ah! che neri, che marroni, che beige!»
Jacques Rivette:
«Tra i film di Renoir il più amato dai dilettanti, il meno stimato dai puristi: ci si chiede perché. Si tratta certamente di un film di transizione, squilibrato dai tagli massicci [...]La grandezza di questa ode a tutti i piaceri fisici è prima di tutto la sua inattualità - ma una inattualità attiva e combattente. Ci si è meravigliati di ascoltare dopo la pura musica de La carrozza d'oro degli accordi più popolari.
[...] Il panico febbrile del cancan finale compensa abbondantemente le lacune del film. In questa furia di ragazze e di biancheria, possiamo vedere l'inno più trionfante che il cinema abbia mai dedicato alla sua anima, al movimento per mezzo del quale spostando le linee, le crea».